# 徐敖
徐敖（?—?），西汉时虢（今宝鸡虢镇）人，曾任右扶风掾。
徐敖兼通儒学诗书二经，在儒学方面，起了承先启后的作用。秦始皇焚书坑儒之後，在西汉王朝，儒学经典靠儒生以私人传授的方式教授。当时传授尚书的伏生、孔安国两家。孔安传古文尚书授给都尉朝，都尉朝授胶东庸生，庸生授胡常，胡常又授给徐敖。徐敖授古文《尚书》於王璜和涂恽子真。徐敖除精通古文《尚书》，还精通《毛诗》。《毛诗》由赵国毛公授给赵国贯长卿，贯长卿授给阿武令解延年，解延年授给徐敖。他授《毛诗》于王莽的讲学大夫九江陈侠。